# Fran Cirian
Fran Cirian, ljubljanski župan v 17. stoletju.
Cirian je domnevno kmalu po svoji izvolitvi za župana Ljubljane leta 1647 zbolel. Svojega dela ni opravljal, zato ga je nadomeščal podžupan Ljudevit Schonleben. 